# عبدالعزیز همامی
عبدالعزیز همامی (انگلیسی: Abdel Aziz El-Hammami؛ درگذشته قبل از ۲۰۰۹) بازیکن فوتبال اهل مصر  بود.
وی همچنین در تیم ملی فوتبال مصر بازی کرده‌است.